# Juan Ramón Rocha
Juan Ramón Rocha (Santo Tomé, 8 marzo 1954) è un allenatore di calcio ed ex calciatore argentino, di ruolo centrocampista, tecnico del Thesprotos.

## Carriera
Rocha disputa la prima parte della sua carriera (1971-1977) nelle file del Newell's Old Boys, dove scende in campo 403 volte con 98 reti. In questo periodo riceve anche le uniche convocazioni in Nazionale, disputando 3 incontri amichevoli tra il 1976 e il 1977.
In seguito si trasferisce all'Atlético Junior e al Boca Juniors, prima di emigrare nel 1979 in Europa, nel Panathīnaïkos, dove gioca per un decennio e disputa 227 gare con 13 reti, ritirandosi a giugno 1989.

## Palmarès

### Giocatore

#### Competizioni nazionali
- Campionato argentino: 1

Newell's Old Boys: 1974
- Campionato colombiano: 1

Junior: 1977
- Campionato greco: 2

Panathinaikos: 1983-1984, 1985-1986
- Coppa di Grecia: 5

Panathinaikos: 1981-1982, 1983-1984, 1985-1986, 1987-1988, 1988-1989

#### Competizioni internazionali
- Coppa Libertadores: 1

Boca Juniors: 1978

### Allenatore

#### Competizioni nazionali
- Campionato greco: 2

Panathinaikos: 1994-1995, 1995-1996
- Coppa di Grecia: 1

Panathinaikos: 1994-1995
- Supercoppa di Grecia: 1

Panathinaikos: 1994